# Edmund Spenser
Edmund Spenser est un poète anglais de la période élisabéthaine, né à Londres vers 1552 et mort le 13 janvier 1599.

## Biographie
Fils d'un artisan tailleur issu d'une famille pauvre de Londres, Edmund Spenser fait ses études dans une grammar school puis à Cambridge, où il entre grâce à une bourse : il est alors à la fois étudiant et homme à tout faire. Ses études terminées, il obtient ses grades de bachelier ès arts en 1573 et s'attache  à plusieurs grands seigneurs comme l'évêque de Rochester John Young en 1578, dont il est le secrétaire dès sa nomination. La carrière d'homme de lettres est à l'époque impossible, et il est nécessaire aux écrivains de travailler comme fonctionnaire, secrétaire, précepteur, etc. Spenser travaille d'abord en 1579 pour le comte de Leicester, Robert Dudley (1532-1588), favori de la reine Élisabeth, chez qui il rencontre Philip Sidney (1554-1586), neveu du comte, poète qui a une grande influence sur Spenser, et de Edward Dyer (1543-1607), courtisan et poète à ses heures. Puis en août 1580 pour le lord-deputy d'Irlande Arthur Gray (1536-1593), lord Gray de Wilton. Il passe d'ailleurs la majeure partie de sa vie dans cette île.
Il épouse en juin 1594 Elisabeth Boyle qui lui donne un fils, Peregrine.
En 1598, il voit son manoir de Kilcoman détruit par un incendie lors des hostilités entre Anglais et Irlandais, ce qui l'oblige à se réfugier à Cork. Il est enterré dans le transept sud de l'abbaye de Westminster.

## Le poète
Après des traductions de Pétrarque et de Du Bellay, il commence sa carrière en 1579 par un poème pastoral, The Shepheardes Calender, aussitôt salué comme un chef-d'œuvre.
Il enrichit la poésie anglaise, notamment par quatre recueils de poèmes dont les plus célèbres sont Amoretti, recueil de sonnets à l'inspiration italienne et pétrarquisante et Epithalamion, poème bucolique qui doit beaucoup à l'étude du poète romain Virgile.
Son nom reste attaché à une forme de strophe, dite Spenserian stanza, composée de huit décasyllabes et d'un alexandrin. Cette strophe sera reprise par les célèbres poètes romantiques anglais du XIXe siècle : Keats, Shelley et Lord Byron. 
On lui doit surtout le premier grand poème épique de la littérature anglaise, La Reine des fées (The Faerie Queene), publié en 1596. Le succès de cet ouvrage lui vaut d'être considéré comme le plus grand poète de son temps. Passant de l'Epithalamion à la Reine des fées, c'est-à-dire du poème bucolique à l'épopée, Spenser ne peut qu'avoir l'impression de refaire le chemin de Virgile entre les Bucoliques et l’Énéide.

## Œuvres
- The Shepheardes Calender (Le Calendrier du Berger), 1579.
- The Faerie Queene (La Reine des fées), 1590, 1596, 1609, traduction Michel Poirier, Paris, Aubier, Éditions Montaigne, 1957.
- Complaints Containing sundrie small Poemes of the Worlds Vanitie, 1591.
  - The Ruines of Time.
  - The Teares of the Muses.
  - Virgil's Gnat.
  - Prosopopoia, or Mother Hubberds Tale.
  - Ruines of Rome: by Bellay.
  - Muiopotmos, or the Fate of the Butterflie.
  - Visions of the worlds vanitie.
  - The Visions of Bellay.
  - The Visions of Petrarch.
- Daphnaïda. An Elegy upon the death of the noble and vertuous Douglas Howard, Daughter and heire of Henry Lord Howard, Viscount Byndon, and wife of Arthure Gorges Esquier, 1594.
- Colin Clouts Come home againe, 1595.
- Astrophel. A Pastoral Elegie upon the death of the most Noble and valorous Knight, Sir Philip Sidney, 1595.
- Amoretti, 1595.
- Epithalamion, 1595.
- Four Hymns, 1596.
- Prothalamion, 1596.
- Dialogue on the State of Ireland, vers 1598.

## Postérité
On a pu parler d’un « spenserianisme romantique » chez Byron, Shelley, Milton ou Keats, qui lui dédia son premier poème,. 
Joseph Conrad met en épigraphe de son dernier roman, Le Frère-de-la-Côte, deux vers du poème de Spencer The Faerie Queen (La Reine des fées). Ces deux vers furent repris comme épitaphe et gravés en 1924 sur sa tombe.
Herman Melville ouvre plusieurs de ses Esquisses qui constituent son récit Les Îles enchantées par des extraits de The Faery Queen.